# Afrogarypus sulcatus
Afrogarypus sulcatus är en spindeldjursart som först beskrevs av Beier 1955.  Afrogarypus sulcatus ingår i släktet Afrogarypus och familjen Geogarypidae.

## Underarter
Arten delas in i följande underarter:
- A. s. rhodesiacus
- A. s. sulcatus